# Erika Selin
Lisa Erika Selin, född 6 augusti 1991 i Dorotea, är en svensk sångare som deltog i TV4:s talangserie Idol 2009 där hon slutade på åttonde plats.
Efter sitt deltagande i Idol vann Selin talangtävlingen Schlagerstjärnan 2009 med sin tolkning av Shirley Clamps låt "Med hjärtat fyllt av ljus". Efter detta kom hon att åka på turné med bland annat Idol-deltagaren Alice Svensson. Erika Selin skickade in en demo med låten "Kom" till Melodifestivalen 2010 men låten gick till slut till popgruppen Timoteij istället som framförde bidraget i Melodifestivalens tredje semifinal. Selin var också med på turnén runt om i Sverige med de andra deltagarna i Idol 2009.[källa behövs]. 2010 släppte hon en singel "For you" i duett med Patrik Öhlund (Idol) och 2011 "I'm a dreamer" (Sweden Songs) samt låten "Rise" (fri mp3 download). 
År 2015 deltog Selin i Eurosong, Irlands motsvarighet till Melodifestivalen där hon hamnade på en tredje placering med låten "Break Me Up".
Hon sjunger också på flera låtar från bandet Stockholm Nightlife.

## Singlar
- About You Now[5]
- I Wish Everyday Could Be Like Christmas (med Idol Allstars 2009)
- For you [6] (med Idol Patrik Öhlund 2010)
- I'm a dreamer [7]
- Rise [8]
- Break me up (Irlands uttagning till Eurovision 2015, kom på 3:e plats)
- I Wanna Know (med Stockholm Nightlife), 2015
- Waiting for Tonight (med Stockholm Nightlife och Eliza K), 2016
- Christmas on My Own (skriven av syster Sara Pettersson) 2020[9]

## Album
- Det bästa från Idol 2009 (två låtar på albumet)[10]